# Ooperipatus lepidus
Ooperipatus lepidus är en klomaskart som beskrevs av Reid 2000. Ooperipatus lepidus ingår i släktet Ooperipatus och familjen Peripatopsidae. Inga underarter finns listade i Catalogue of Life.